# Illa Andronica
Andronica (en aleuta Angiidaak) és una illa deshabitada de les illes Shumagin, a la península d'Alaska, a l'estat d'Alaska, Estats Units. Fa uns 6 km de llargada per 4,3 d'amplada i té una superfície de 14,661 km². La seva alçada màxima és de 352 msnm. Es troba a l'est de Popof.